# Периволија Мунисипал
Периволија Мунисипал (грч. Δημοτικό Γήπεδο Περιβολίων) је стадион који се налази у грчком граду Ханија, на ком своје домаћинске утакмице играју фудбалери Платанијаса. Највећа посећеност овог стадиона била је 16. септембра 2012. године, када је присуствовало 4.041 навијач. На овом стадиону је одигран пријатељски меч Грчке и Србије 18. новембра 2014. (резултат 0:2).